# Krasnobród (gmina)
Pour les articles homonymes, voir Krasnobród (homonymie).
Krasnobród est une gmina mixte ou urbaine-rurale (gmina miejsko-wiejska) du powiat de Zamość, dans la Voïvodie de Lublin, dans l'est de la Pologne.
Son siège administratif (chef-lieu) est la ville de Krasnobród, qui se situe environ 22 kilomètres (km) au sud de Zamość (siège du powiat) et 91 kilomètres au sud-est de la capitale régionale Lublin (capitale de la voïvodie).
La gmina couvre une superficie de 124,85 km2 pour une population de 7 273 habitants en 2006, dont 3 047 habitants dans la ville de Krasnobród et 4 226 habitants dans la partie rurale.

## Histoire
De 1975 à 1998, la gmina est attachée administrativement à l'ancienne voïvodie de Zamość.

Depuis 1999, elle fait partie de la nouvelle voïvodie de Lublin.

## Géographie
Outre la ville de Krasnobród, la gmina inclut les villages (sołectwa) de:

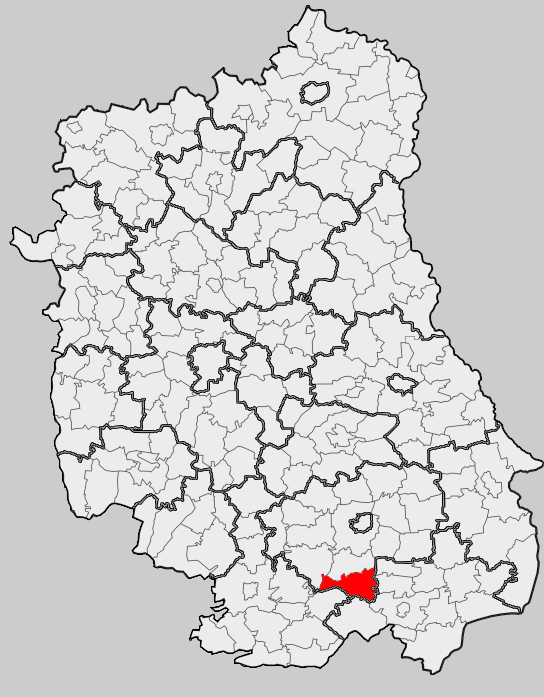
Position de la gmina dans la voïvodie

- Dominikanówka
- Grabnik
- Hucisko
- Hutki
- Hutków
- Kaczórki
- Majdan Mały
- Majdan Wielki
- Malewszczyzna
- Nowa Wieś
- Podklasztor
- Stara Huta
- Wólka Husińska
- Zielone

### Gminy voisines
La gmina de Krasnobród est voisine des gminy de
- Adamów
- Józefów
- Krynice
- Susiec
- Tarnawatka
- Tomaszów Lubelski
- Zwierzyniec

## Structure du terrain
D'après les données de 2002, la superficie de la commune de Krasnobród est de 124,85 kilomètres carrés, répartis comme telle :
- terres agricoles : 47 %
- forêts : 45 %

La commune représente 6,67 % de la superficie du powiat.

## Démographie
Données du 30 juin 2004:
| Description        | Total  | Total | Femmes | Femmes | Hommes | Hommes |
| ------------------ | ------ | ----- | ------ | ------ | ------ | ------ |
| Unité              | Nombre | %     | Nombre | %      | Nombre | %      |
| Population         | 7 300  | 100   | 3 628  | 49,7   | 3 672  | 50,3   |
| Densité (hab./km²) | 58,5   | 58,5  | 29,1   | 29,1   | 29,4   | 29,4   |